# گرتا هلفورس-سیپیله
گرتا اولگا هلفورس-سیپیله (۱۸۹۹–۱۹۷۴) نقاش فنلاندی بود. او مشتاقانه در روندهای جدیدی شرکت کرد که در اوایل قرن بیستم به صحنه هنر فنلاند رسید، امپرسیونیسم، کارکردگرایی و کوبیسم از این جمله جنبش‌ها بودند.

## پیشینه
وی از سال ۱۹۱۵ تا ۱۹۱۷ در مدرسه طراحی انجمن هنر فنلاند تحصیل کرد. با وجود جنگ جهانی اول، چندین نمایشگاه بین‌المللی در هلسینکی برگزار شد که آثار امپرسیونیستی و کوبیستی را ارائه می‌کرد. شرکت کنندگان شامل نقاشانی از گروه آلمانی سوارکار آبی، سوئدی‌ها ایساک گرون‌والد و سیگرید هیرتن، و واسیلی کاندینسکی روسی بودند که همگی هالفورس-سیپیله را با رنگ‌های روشن خود به وجد آوردند. او نقاشی‌های زندگی شهری را آغاز کرد و انتزاع و ساده‌سازی موضوعات خود را انتخاب کرد. تأثیر آنری ماتیس و مارک شاگال را نیز می‌توان در برخی از آثار او به ویژه آثاری که رقصندگان یا نوازندگان را به تصویر می‌کشند، مشهود است.